# Kafue (reka)
Kafue je reka v Zambiji, ki je ena večjih pritokov reke Zambezi.
Reka izvira pri meji z Demokratično republiko Kongo, ki nato teče proti jugu skozi močvirje Lukanga, kjer se očisti. Čista voda nato teče skozi nacionalni park Kafue (drugi največji park v Afriki), čez nižino Kafue, nakar se obrne proti vzhodu, kjer se blizu Chirunduja izlije v Zambezi.
Na reki sta dva jeza, ki sta namenjena pridobivanju hidroelektrične energije in irigaciji. 
Celotna dolžina reke je okoli 900 km in velja za eno najlepših rek v Afriki.